# Karlheinz Brandenburg
Karlheinz Brandenburg né le 20 juin 1954 est un ingénieur allemand, connu pour être un des inventeurs du format MP3. 

## Biographie
Il est diplômé de l'Université Friedrich-Alexander d'Erlangen-Nuremberg. 
En collaboration avec Ernst Eberlein, Heinz Gerhäuser, Bernhard Grill, Jürgen Herre et Harald Popp, il a développé la méthode MP3 pour la compression des données audio.
Il dirige l'institut Fraunhofer IDMT (Institute for Digital Media Technology).

## Utilisation de la chansonTom' s Diner
Il a utilisé la chanson Tom's Diner de Suzanne Vega pour développer le système de compression de données connu sous le nom de MP3, pour la Fraunhofer-Gesellschaft. Selon les propos de l'intéressé : « J'en étais au peaufinage de mon algorithme de compression... Quelque part dans le couloir, une radio passait Tom's Diner. J'ai été électrisé. Je savais qu'il serait presque impossible de compresser cette chaude voix a cappella. »

## Prix et distinctions
Il a reçu de nombreux prix, dont:
- 2000 : Prix de l'IEEE (Engineering Excellence Award)[1]
- 2007 : Introduit au Consumer Electronics Hall of Fame
- 2014 : Introduit au Temple de la renommée d'Internet[3]